# 横堀治三郎

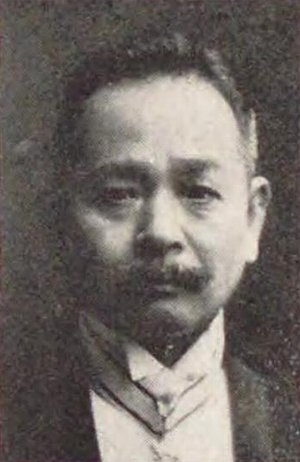
横堀治三郎

横堀 治三郎（よこぼり じさぶろう、明治4年3月20日（1871年5月9日） - 昭和13年（1938年）5月27日）は、衆議院議員（立憲政友会）、冶金学者。

## 経歴
上総国長柄郡茂原町（現在の千葉県茂原市）出身。共立学校、第一高等中学校を経て、1894年（明治27年）に東京帝国大学工科大学採鉱冶金学科を卒業。三菱合資会社高島炭鉱技師となったが、1896年（明治29年）に東京帝国大学工科大学助教授に就任した。翌年よりドイツに留学し、1899年（明治32年）に帰国した後は京都帝国大学理工科大学教授に迎えられた。1901年（明治34年）、工学博士号を受ける。
1913年（大正2年）に澤柳事件により京都帝国大学を辞したが、1917年（大正6年）に秋田鉱山専門学校校長に就き、1925年（大正14年）まで在職した。
1928年（昭和3年）、第16回衆議院議員総選挙に出馬し、当選を果たした。

## 家族
- 妻・つな - 渡辺渡 (冶金学者)長女
- 長男・隆一
- 長女・京 - 瀬川昌邦の妻
- 二男・義二
- 二女・宮
- 三女・かづ
- 三男・三雄

## 栄典
- 1904年（明治37年）5月10日 - 正六位[5]